# Religión helenística

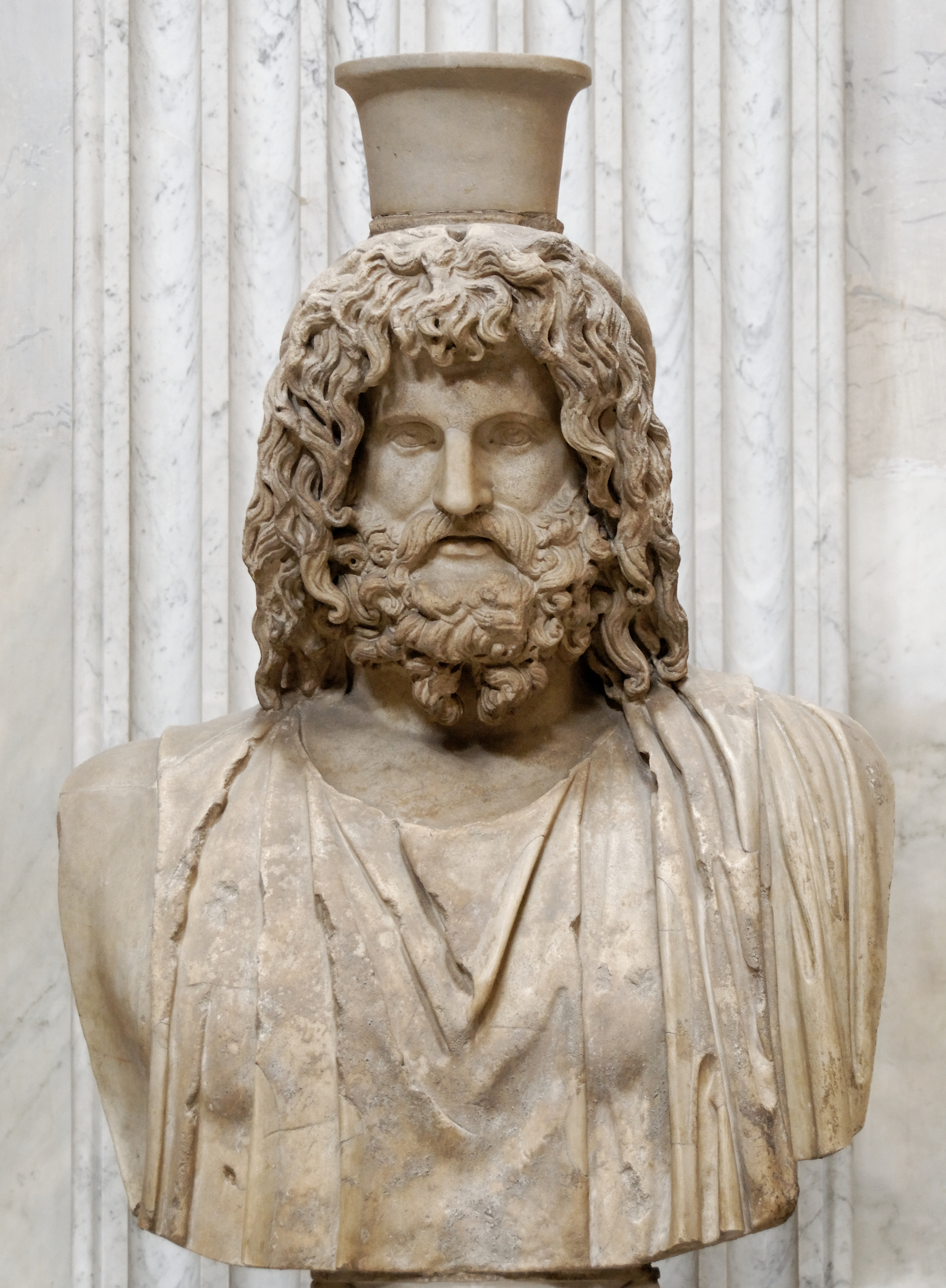
Serapis, un dios greco-egipcio venerado en el período helenístico de Egipto.

La Religión helenística, a menudo entendida como la forma tardía de la religión de la Antigua Grecia, se refiere a cualquiera de los diversos sistemas de creencias y prácticas de las personas que vivieron bajo la influencia de cultura griega antigua durante el período helenístico y el Imperio romano (c. 300 a. C. hasta 300 d. C.). Hubo mucha continuidad en la religión helenística: los dioses griegos continuaron siendo adorados, y los mismos ritos fueron practicados como antes.
El cambio provino de la adición de nuevas religiones provenientes de otros países, incluyendo las deidades egipcias Isis y Serapis, y los dioses sirios Atargatis y Hadad. Estas proporcionaron una nueva salida a las personas que buscaban una conexión entre la vida presente y la del más allá. El culto a gobernantes helenísticos deificados también fue una característica de este período, especialmente en Egipto. Los gobernantes ptolemaicos adoptaron prácticas egipcias previas, así como el culto a los héroes griegos, para establecerse a sí mismos como faraones dentro del nuevo sincretismo del culto ptolemaico a Alejandro Magno. En otros lugares, los gobernantes podían recibir un estatus divino sin alcanzar el estatus absoluto de dioses o diosas. Por su parte, las religiones nativas también cambiaron como resultado de su contacto con el helenismo, particularmente en las diásporas.
La magia en el mundo grecorromano se practicó ampliamente, siendo también una práctica continuista de los tiempos anteriores. A lo largo del mundo helenístico, las personas consultaban oráculos, y utilizaban amuletos y figurillas para alejar la desgracia o lanzar hechizos. También se desarrolló en esta era el complejo sistema de astrología helenística, que buscaba determinar el carácter y el futuro de una persona en los movimientos del sol, la luna y los planetas. Los sistemas de filosofía helenística, como el estoicismo o el epicureísmo, ofrecieron una alternativa secular a la religión tradicional, incluso si su impacto estuvo limitado en gran parte a la élite educada.
El período de influencia helenística, considerado en su conjunto, constituye uno de los períodos más creativos de la historia de las religiones. Fue una época de revolución espiritual en los imperios griego y romano, en la que los antiguos cultos murieron o se transformaron radicalmente y surgieron nuevos movimientos religiosos.

## Religión griega clásica

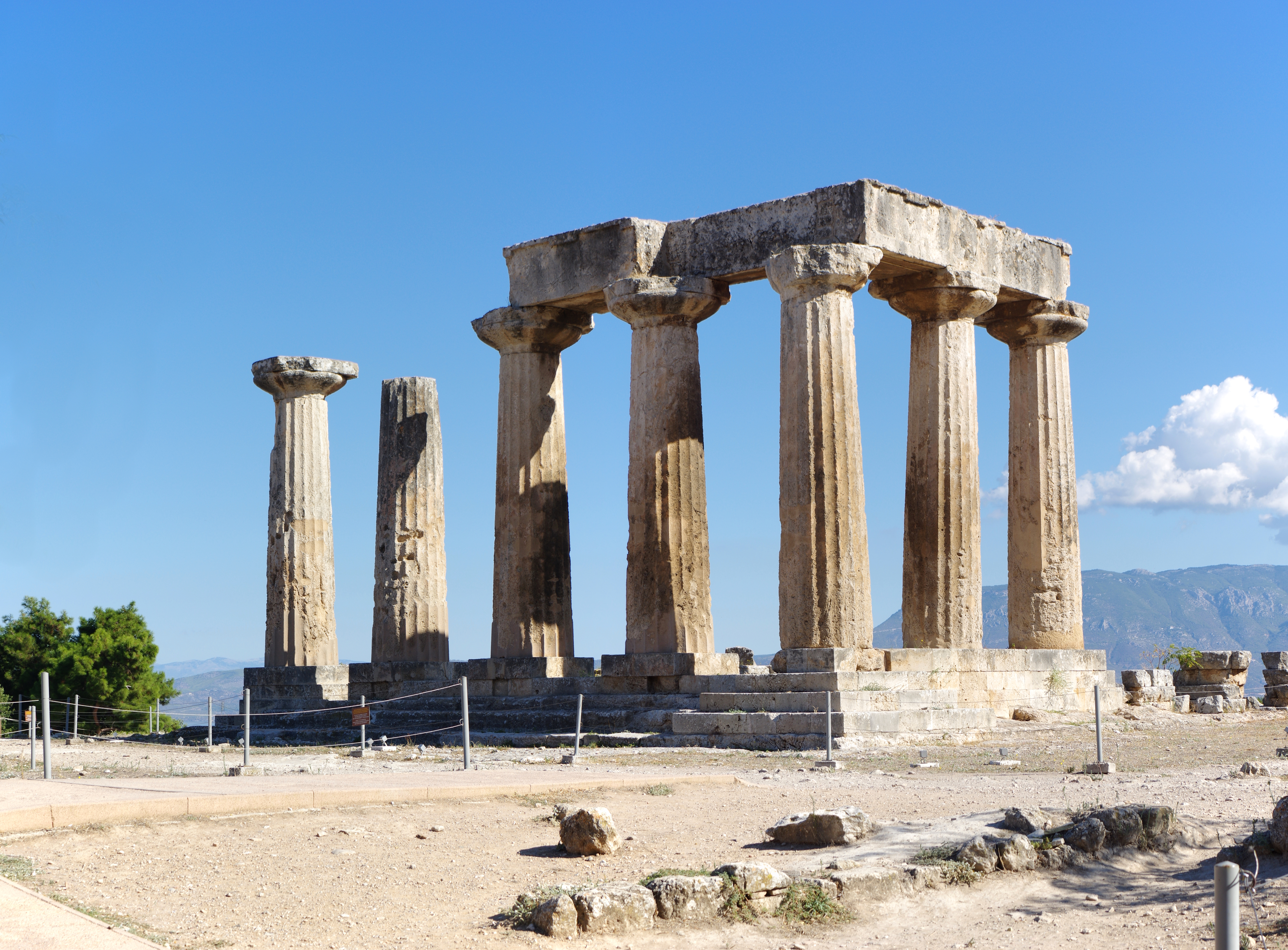
Restos del templo de Apolo en Corinto.

Central a la religión griega en tiempos clásicos era el culto a las doce deidades olímpicas lideradas por Zeus. Cada dios era venerado con templos de piedra y estatuas, y santuarios (recintos sagrados) que, aunque dedicados a una deidad específica, a menudo incorporaban esculturas que conmemoraban otros dioses. Las ciudades estado realizaban diversos festivales y rituales durante todo el año, con un énfasis especial dirigido hacia el dios patrón de la ciudad, como Atenea en Atenas, o Apolo en Corinto.
La práctica religiosa también implicaba el culto a héroes, personas que eran consideradas semidivinas, como Aquiles, Heracles o Perseo. Estos héroes incluían desde las figuras míticas de las épicas de Homero hasta personajes históricos como los fundadores de una ciudad. Al nivel local, el paisaje estaba lleno de lugares y monumentos sagrados. Por ejemplo, se podían encontrar muchas estatuas de ninfas cerca y alrededor de fuentes, y figuras estilizadas de Hermes a menudo se podían encontrar en las esquinas de las calles (las llamadas hermas).
La magia era una parte central de la religión griega, y los oráculos permitían que la gente determinara la voluntad divina en el murmullo de las hojas, en la forma de la llama y el humo en un altar, en el vuelo de los pájaros, en el ruido hecho por una fuente, o en las entrañas de un animal sacrificado. También se habían establecido desde mucho tiempo atrás los Misterios eleusinos, vinculados a Deméter y Perséfone. La gente era adoctrinada en religiones mistéricas a través de ceremonias de iniciación, que tradicionalmente se mantenían en secreto. Estas religiones menudo tenían como objetivo la mejora personal, que también se extendería al más allá.

## Desarrollo de la religión helenística
El período helenístico histórico se define como el período que va desde la muerte del conquistador greco-macedonio Alejandro Magno (323 a. C.) hasta la conquista de Egipto por Roma (30 a. C.), pero la influencia de las religiones helenísticas se extendió hasta la época de Constantino, el primer emperador romano cristiano (fallecido en el año 337 d. C.). El imperio de Alejandro y sus sucesores creó una gran comunidad mundial que estableció una unidad cultural que estaba destinada a romperse solo 1 000 años después con la llegada del imperialismo musulmán (a partir del siglo VII d. C.). Este imperio se extendió por la mayor parte de Europa, el Mediterráneo, Oriente Medio, África, Persia y zonas fronterizas de la India, abarcando una superficie de unos 3,9 millones de kilómetros cuadrados,  y llegó a tener una población total de más de 54 millones de personas.
Después de las conquistas de Alejandro Magno, la cultura griega se extendió ampliamente y entró con un contacto mucho más cercano con las civilizaciones del Oriente Próximo y Egipto. Las estructuras políticas dejadas por Alejandro y continuadas por sus sucesores proporcionaron fuertes incentivos para la helenización de las religiones nativas. Característico de este primer período de la historia religiosa helenística fueron los siguientes acontecimientos: (1) la introducción de cultos orientales en Occidente, especialmente aquellos asociados con deidades femeninas que eran adoradas en frenéticos ritos de automutilación (por ejemplo, la frigia Cibeles, traída a Roma en 204 a. C., la siria Atargatis, o la capadocia Ma-Belona) o en suaves ritos de contemplación y renacimiento divino (por ejemplo, la egipcia Isis, cuyo culto se extendió en el mundo grecorromano a mediados del siglo II d. C.); (2) la helenización de los cultos nativos (el más famoso de los cuales es el del dios egipcio arcaico Serapis, cuya forma griega fue promulgada por Ptolomeo I, el fundador de la dinastía ptolemaica egipcia en 305 a. C.); (3) el desarrollo de la ideología de la realeza divina basada en tradiciones de la realeza oriental; y (4) el surgimiento de movimientos nacionalistas y mesiánicos dirigidos contra la helenización interna y externa, por ejemplo, la rebelión macabea liderada por Judas Macabeo y sus hermanos contra grupos helenizantes judíos y los señores sirios en 167-142 a. C., así como las numerosas rebeliones egipcias.
El estudio de las religiones helenísticas se centra en la persistencia y el cambio religioso en esta vasta y culturalmente variada área. Casi todas las religiones de este período ocurrieron tanto en sus tierras natales como en centros de diáspora, esto es, en las ciudades extranjeras en las que sus seguidores habían migrado. Por ejemplo, Isis (Egipto), Baal (Siria), la Gran Madre (Frigia), Yahvé (Palestina) y Mitra (Kurdistán) eran adorados en sus tierras natales, así como en Roma y otros centros cosmopolitas. Con pocas excepciones, cada una de estas religiones, originalmente vinculadas a una zona geográfica y un pueblo específicos, tenía tradiciones que se remontaban a siglos previos al período helenístico, y persistieron en sus tierras natales con pocos cambios perceptibles, salvo su vinculación con movimientos nacionalistas o mesiánicos (centrados en una figura liberadora) que buscaban derrocar la dominación política y cultural grecorromana.
De hecho, muchas de estas religiones nativas pasaron deliberadamente por un arcaísmo durante este período, en un intento de recuperar sus formas y prácticas previas. Se volvieron a copiar textos antiguos en lenguas nativas, se restauraron templos nacionales y se revivieron antiguas tradiciones míticas. Desde Palestina hasta Persia se puede rastrear el surgimiento de la literatura sapiencial y las tradiciones apocalípticas representando estas preocupaciones centrales. Cada una de estas tradiciones nativas sufrió a su vez una helenización, pero de una manera con frecuencia diferente de sus contrapartes diaspóricas. 
En los centros de diáspora, en comparación, ocurrieron marcados cambios durante el período helenístico, como una disminución de la preocupación por el destino y la suerte de las tierras natales y rupturas relativas de los lazos tradicionales entre la religión y la tierra. Si bien ciertos centros de culto siguieron siendo lugares de peregrinación, las antiguas creencias en deidades nacionales y su relación inextricable con ciertos lugares sagrados se debilitaron. Todo esto llevó a un cambio de la preocupación por una religión de prosperidad nacional a una de salvación individual, y de centrarse en un grupo étnico particular a preocuparse por cada ser humano. Inmigrantes de segunda y tercera generación tendían a hablar griego en vez de las lenguas nativas, y esto inició largos procesos de reinterpretación de las religiones antiguas tanto a la luz de los ideales helenísticos comunes como de acuerdo con las tradiciones y necesidades especiales de la comunidad diaspórica. Libros sagrados antiguos fueron traducidos o parafraseados al griego, por ejemplo, la versión de materiales babilónicos del sacerdote caldeo Beroso (siglos IV-III a. C.), los relatos egipcios del sacerdote egipcio Manetón (siglos IV-III a. C.), la Septuaginta judía (versión griega del Tanaj) o las Antigüedades judías del historiador judío Flavio Josefo (siglo I d. C.) o las historias étnicas del escritor griego del siglo I a. C. Alejandro Polihistor. También se fomentó el esoterismo (secretos que solo debían conocer los iniciados) para reinterpretar radicalmente los textos sagrados. El más notable cambio fue el paso a dogmas formulados, credos, códigos legales o reglas de conversión y admisión, característicos todos de la religión diaspórica, pasando de la religión «por derecho de nacimiento» a la religión «por convicción».
Los cambios más significativos que impactaron en la religión griega fueron la pérdida de independencia de las ciudades-estado griegas de los gobernantes macedonios, la importación de deidades extranjeras; y el desarrollo de nuevos sistemas filosóficos. Descripciones más antiguas de la religión helenística tendían a describir la época como una de declive religioso, encontrando un incremento del escepticismo, el agnosticismo y el ateísmo, así como un mayor predilección por la superstición, el misticismo y la astrología.
Sin embargo, no hay ninguna razón para suponer que haya habido un declive en la religión tradicional. Hay mucha evidencia documental de que los griegos siguieron adorando los mismos dioses con los mismos sacrificios, consagraciones y festivales como en el periodo clásico. En este periodo aparecieron nuevas religiones, pero no a expensas de las deidades locales, y únicamente una minoría de griegos las adoptó.

### Entre los siglosIa.C.yIId.C.
Durante este período, los cultos orientales experimentaron su expansión más significativa hacia Occidente. Particularmente notable fue el éxito de una variedad de profetas, magos y sanadores (por ejemplo, Juan el Bautista, Jesús, Simón el Mago, Apolonio de Tiana, Alejandro el Paflagonio o el culto al sanador Asclepio), cuya predicación correspondía a las actividades de varios misioneros filosóficos griegos y romanos. Una tensión creciente entre estas «nuevas» religiones orientales y las tradiciones arcaicas grecorromanas se expresó internamente en el intento del emperador Augusto (r. 27 a. C.–14 d. C.), de revivir las prácticas religiosas tradicionales romanas. Hubo intentos de expulsar a extranjeros o de suprimir el culto extranjero, como la supresión de los misterios báquicos (cultos de salvación dedicados al dios Dioniso o Baco) en Roma en el año 186 a. C. o los numerosos intentos de prohibir el culto a la diosa egipcia Isis en Roma, a partir del año 59 a. C. La reforma augustea también restauró libros sagrados romanos y templos griegos.
Para el siglo II, el mundo helenístico-romano había sido testigo de una sucesión de invasiones bárbaras, guerras civiles sangrientas, diversas plagas y hambrunas recurrentes y crisis económicas. Además, la confianza en los cultos tradicionales y sus dioses que servían de base a la vida política, social e intelectual estaba menguando. La población en general ya no depositaba su esperanza o fe en los dioses antiguos, de los que creían no podían ya aliviar sus encuentros diarios con las vicisitudes de la vida helenística. Si bien se establecieron cultos a los gobernantes para reemplazar a los dioses urbanos tradicionales, esto se trató principalmente de un fenómeno político y no satisfacían las necesidades religiosas individuales.  Las condiciones de inseguridad material y moral general de la época llevaron a la gente a anhelar y buscar la sotería (salvación), un alivio de las cargas de la finitud, la miseria y el fracaso de la vida humana. Las personas estaban muy atentas a cualquier nuevo mensaje de esperanza y anhelaban encontrar un salvador personal, alguien que trajera la salvación, es decir, la liberación o protección de las vicisitudes de esta vida y los peligros de la más allá. Tales salvadores encontraron en los cultos mistéricos que habían penetrado el mundo griego.
Externamente, la tensión creciente se expresó en guerras, motines y persecuciones, como los motines entre judíos y paganos en Alejandría en el año 38 y 115-116 d. C., las guerras entre judíos y romanos en el año 66-70 y 132-135 d. C., o el comienzo de la persecución de los cristianos bajo el emperador romano Nerón en el año 64 d. C. Otra causa de tensión fue la elaboración de un culto en toda regla de «adoración al emperador», que comenzó con la deificación de Augusto (17 de septiembre del año 14 d. C.) poco después de su muerte.

### Declive
De la gran cantidad de cultos que existieron en esa época, los más importantes y populares incluían el culto a Deméter, estrechamente asociado con los Misterios eleusinos, los cultos a Dioniso, Isis y Cibeles o Magna Mater. El más importante de todos los cultos fue el de la deidad solar oriental Mitra. Se originó en la India védica, emigró a Persia a través de Babilonia, y luego hacia el oeste a través del este helenizado, y finalmente a lo largo y ancho del mundo helenístico-romano. En su viaje hacia el oeste, incorporó muchas de las características de las culturas en las que se encontraba. Para el siglo II, el culto a Mitra se había convertido en una importante religión mistérica helenística y, a principios del siglo IV, Mitra se convirtió en el dios oficial del estado romano. Como religión, el mitraísmo floreció durante los siglos III y IV. Gran parte de su éxito se debió a su popularidad entre los soldados romanos, quienes ayudaron a difundirlo por todo el imperio.
Tras la muerte de Marco Aurelio en el año 180 d. C., su hijo Cómodo se convirtió en emperador y tuvo inicio un período de inestabilidad política. El rasgo dominante de este período final de la influencia helenística fue el rápido crecimiento del cristianismo a lo largo de todo el Imperio romano, que culminó en la conversión al cristianismo del emperador Constantino en 313 y la legislación religiosa del emperador Teodosio que afirmó en 380 los dogmas del Concilio cristiano de Nicea —que se había convocado en 325 bajo los auspicios de Constantino— y prohibió el paganismo en un decreto de 392. En este período, los diversos cultos helenísticos fueron víctimas de hostilidades activas, que se expresaron a través de prohibiciones, actos de violencia y polémicas teológicas entre «paganos» y cristianos (por ejemplo, los filósofos paganos Máximo de Tiro y Celso, y los teólogos filosóficos cristianos Ireneo, Tertuliano y Clemente de Alejandría, todos del siglo II); pero también hubo breves períodos de revitalización helenística. La escuela neoplatónica de los filósofos del siglo III Plotino y Porfirio representó la culminación de la filosofía religiosa helenística. Los cultos solares sirios de Sol Invictus y Júpiter Doliqueno desempeñaron un papel importante bajo los emperadores Antonino Pío, los Severos (Septimio y Alejandro) y Heliogábalo, y fueron aclamados como las deidades supremas de Roma bajo Aureliano, cuyo templo del Sol fue inaugurado en 274. Desde Partia, enseñanzas dualistas y espirituales del profeta iranio del siglo II Mani se difundieron ampliamente por todo el Imperio. El culto persa del antiguo dios iranio de la luz, Mitra, se extendió rápidamente por todo el Imperio occidental y septentrional durante los siglos III al V. Aunque estas diversas tradiciones disfrutaron de un breve patrocinio imperial bajo Juliano, finalmente fueron absorbidas por la hegemonía política y religiosa del cristianismo.

## Manifestaciones y características

### Nuevas religiones del periodo
La religión egipcia que seguía a Isis fue la más famosa de las nuevas religiones. La religión fue llevada a Grecia por sacerdotes egipcios, inicialmente para las comunidades egipcias en las ciudades portuarias del mundo griego. Aunque la religión egipcia encontró una pequeña audiencia entre los griegos mismos, su popularidad se expandió bajo el Imperio romano. Diodoro Sículo escribió que la religión era conocida en casi todo el mundo habitado.
Casi tan famoso fue el culto de Serapis, una deidad egipcia a pesar del nombre griego, que se creó en Egipto bajo la dinastía ptolemaica. Serapis era seguido por los griegos que se habían asentado en Egipto. Esta religión implicaba la práctica de ritos de iniciación como los Misterios eleusinos. Estrabón escribió del Serapeum (templo de Serapis) en Canopo cerca de Alejandría que era sustentado por los hombres de mayor reputación.
La religión de Atargatis (relacionada con la Inanna babilónica-asiria, y con la fenicia Baaltis), una diosa de la fertilidad y del mar del país de Sham, fue también muy popular. Para el siglo III a. C., su culto se había extendido de Siria a Egipto y Grecia, y con el tiempo llegó a Italia y al oeste. La religión que seguía a Cibeles (o la Gran Madre) provino de Frigia a Grecia y luego a Egipto e Italia, donde en el 204 a. C. el Senado romano permitió su culto. Era una diosa de sanadora y protectora, y una guardiana de la fertilidad y la naturaleza salvaje.
Otra religión mistérica se centraba en Dioniso. Aunque rara en la Grecia continental, era común en las islas y Anatolia. Sus miembros eran conocidas como las bacantes, y los ritos tenían un carácter orgiástico.Vinculado con esto se encontraba el último de los dioses y diosas grecorromanos, Antínoo, que fue sincretizado con Osiris, Dioniso y otras deidades.
Estas religiones y dioses recientemente introducidos, únicamente tuvieron un impacto limitado dentro de la propia Grecia. La excepción principal fue de Delos, que era un importante centro comercial y portuario. La isla era sagrada como el lugar de nacimiento de Apolo y Artemisa, y en el siglo II a. C., también albergó las religiones griegas nativas que seguían a Zeus, Atenea, Dioniso, Hermes, Pan, y Asclepio. Sin embargo, también había centros de culto para los egipcios Serapis e Isis, y los sirios Atargatis y Hadad. Para el siglo I a. C. había otras religiones que adoraban a Baal y Astarté, así como una sinagoga judía, y romanos que seguían las religiones romanas originales de dioses como Apolo o Neptuno.

### Cultos a gobernantes

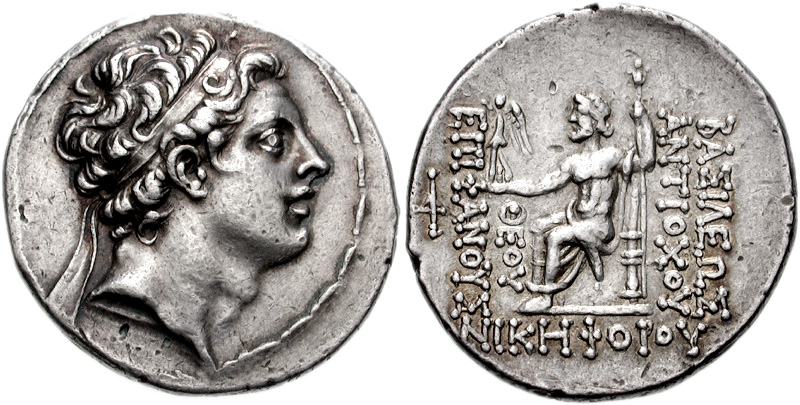
Moneda que representa a Antíoco IV Epífanes, en la inscripción se puede leer ΘΕΟΥ ΕΠΙΦΑΝΟΥΣ ΝΙΚΗΦΟΡΟΥ / ΒΑΣΙΛΕΩΣ ΑΝΤΙΟΧΟΥ (Rey Antíoco, imagen de Dios, portador de la victoria).

Otra innovación en el período helenístico fue la institución de cultos dedicados a los gobernantes de los reinos helenísticos. El primero de estos fue establecido bajo Alejandro Magno, cuyas  conquistas sobre el imperio aqueménida, poder y estatus lo habían elevado hasta un grado que requería un reconocimiento especial. Sus sucesores continuaron su culto, hasta el punto que en Egipto bajo Ptolomeo I, encontramos el culto ptolemaico a Alejandro Magno, honrado como un dios. Su hijo Ptolomeo II, proclamó también a su padre difunto como un dios, y a sí mismo como en un dios viviente.
En esto, los gobernantes ptolomeos estaban adoptando ideas egipcias previas en el culto faraónico. En otros lugares, las prácticas podían variar: un gobernante podría recibir estatus divino sin el estatus pleno de un dios, tal como ocurrió en Atenas en el 307 a. C., cuando Antígono I el Tuerto y su hijo Demetrio Poliorcetes eran honrados como salvadores (soteres) por liberar la ciudad y en consecuencia, se les erigió un altar, se organizó un festival anual en su nombre y se introdujo un oficio de «sacerdote de los salvadores». Templos dedicados a los gobernantes eran raros, pero sus estatuas eran a menudo erigidas en otros templos, y los reyes eran adorados como «dioses que compartían el templo».

### Astrología y magia

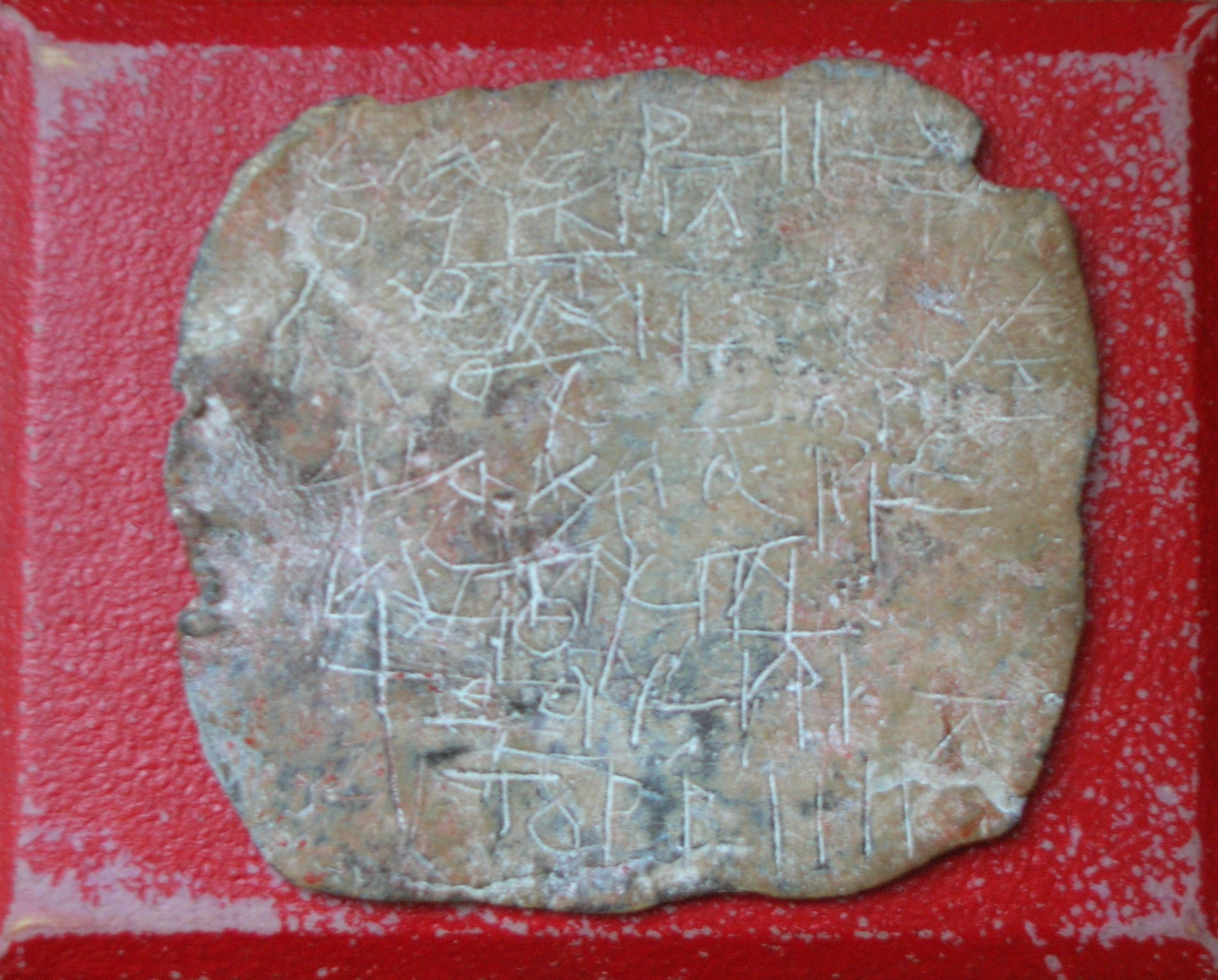
Una tablilla de maldición.

Existe amplia evidencia sobre el uso de la superstición y la magia en este periodo. Los altares y santuarios oraculares eran todavía populares. Hay también mucha evidencia sobre el uso de amuletos y maldiciones. Se colocaban símbolos en las puertas de las casas para traer buena suerte o alejar la desgracia para los ocupantes.
Amuletos, a menudo tallados en piedras preciosas o semipreciosas, tenían poder protector.Figurillas, fabricadas en bronce, plomo o terracota, eran perforadas con clavijas o clavos, y se utilizaban para hacer hechizos. Tablillas de maldición hechas de mármol o metal (especialmente plomo) se utilizaban para las maldiciones.
La astrología —la creencia de que las estrellas y los planetas influyen en el futuro de una persona—, surgió en Babilonia, donde originalmente se aplicaba solo al rey o al Estado. Los griegos, en la época helenística, elaboraron un sistema fantásticamente complejo de astrología helenística familiar a tiempos posteriores. El interés en la astrología creció rápidamente a partir del siglo I a. C.

### Filosofía helenística
Una alternativa a la religión tradicional era ofrecida por la filosofía helenística. Una de estas filosofías era el estoicismo, que enseñaba que la vida debía ser vivida según el orden racional que los estoicos consideraban gobernaba el universo. Los seres humanos tenían que aceptar su destino como acorde a la voluntad divina, y los actos virtuosos se tenían que hacer por su propio valor intrínseco. Otra filosofía fue el epicureísmo, que enseñaba que el universo estaba sujeto a los movimientos aleatorios de los átomos, y que la vida debía vivirse de manera que se consiguiera el contento psicológico y la ausencia de dolor. Otras filosofías incluían el pirronismo que enseñaba cómo alcanzar la paz interior a través del aplazamiento del juicio, el cinismo, que expresaba desprecio por las convenciones y las posesiones materiales, el platonismo que seguía las enseñanzas de Platón, y los peripatéticos que seguían a Aristóteles. Todas estas filosofías, en mayor o menor grado, buscaban dar cabida a la religión griega tradicional, pero los filósofos y sus estudiantes, fueron siempre un pequeños y selecto grupo, limitados en gran medida a la élite educada.

### Judaísmo helenístico
El judaísmo helenístico era una forma de judaísmo en el mundo antiguo que combinaba la tradición religiosa judía con elementos de la cultura griega. Hasta la caída del Imperio romano de Occidente y las conquistas bizantinas, sasánidas y musulmanas del Mediterráneo Oriental y Occidental, los centros principales del judaísmo helenístico eran las ciudades de Alejandría (Egipto) y Antioquía (ahora en el sur de Turquía), los dos principales asentamientos griegos urbanos del Oriente medio y África del Norte, ambas fundadas a finales del siglo IV a. C. como consecuencia de las conquistas de Alejandro Magno. El judaísmo helenístico también existió en Jerusalén durante el período del Segundo Templo, donde había un conflicto entre helenizadores y tradicionalistas —a veces llamados judaizantes.
La principal producción literaria de contacto del judaísmo del Segundo Templo y la cultura helenística fue la traducción Septuaginta de la Biblia hebrea del hebreo antiguo y el arameo antiguo al griego koiné, concretamente, al griego koiné judío. También deben mencionarse los tratados filosóficos y éticos de Filón de Alejandría y las obras historiográficas de los otros autores judíos helenísticos.
El declive del judaísmo helenístico comenzó en el siglo II d. C., y sus causas todavía no son bien entendidas. Puede que con el tiempo haya sido marginado, absorbido parcialmente o incluso mutado en el fundamento de habla koiné del cristianismo primitivo centrado en Antioquía y sus tradiciones, como la Iglesia greco-melquita católica o el patriarcado greco-ortodoxo de Antioquía, a partir de los primeros centros de la cristiandad.

## Enlaces externos

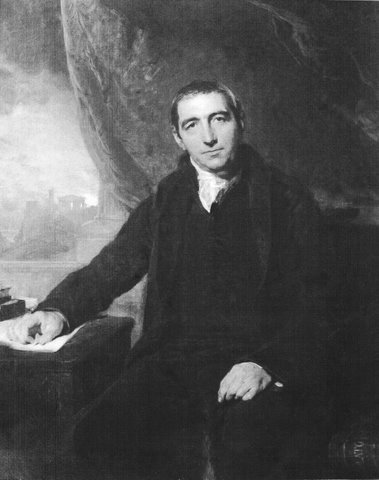
Retrato de Th. Taylor (ca. 1812), obra de Th. Lawrence.